# Annibal Camoux
Cet article possède un paronyme, voir Camou (homonymie).
Annibal Camoux, né le 20 mai 1638 et mort le 18 août 1759, est un ancien soldat originaire de Marseille célèbre pour sa supposée exceptionnelle longévité. Mais celle-ci est aujourd'hui contestée, n'étant étayée par aucune preuve.

## Biographie
Il est né à la Turbie aux environs de Nice. Il s'enrôle dans l'armée à l'âge de 12 ans et participe à la construction du fort Saint-Nicolas à Marseille en 1650. Soldat au service du roi de France, il sert sur les galères du roi en Méditerranée et prend sa retraite de l'armée qu'à l'âge de 60 ans. Il devient ensuite laboureur sur un petit terrain près du vallon d'Oriol, sur l'envers de Notre-Dame de la Garde. Il attribuait sa vigueur malgré son âge, à son habitude de mâcher de la racine d'angelique. Il proclamait avoir acquis sa connaissance des herbes avec le naturaliste Joseph Pitton de Tournefort en 1681. Celui-ci, surpris par sa connaissance des herbes de Provence, l'a emmené dans son excursion dans les Pyrénées.
Camoux a atteint l'âge de 100 ans sans perdre de sa force. Louis XV a alors doublé sa pension. En 1755 le Cardinal Belloy, évêque de Marseille, lui rendit visite.
Annibal Camoux serait mort en 1759 à Marseille, à l'âge supposé de 121 ans.

## Représentations

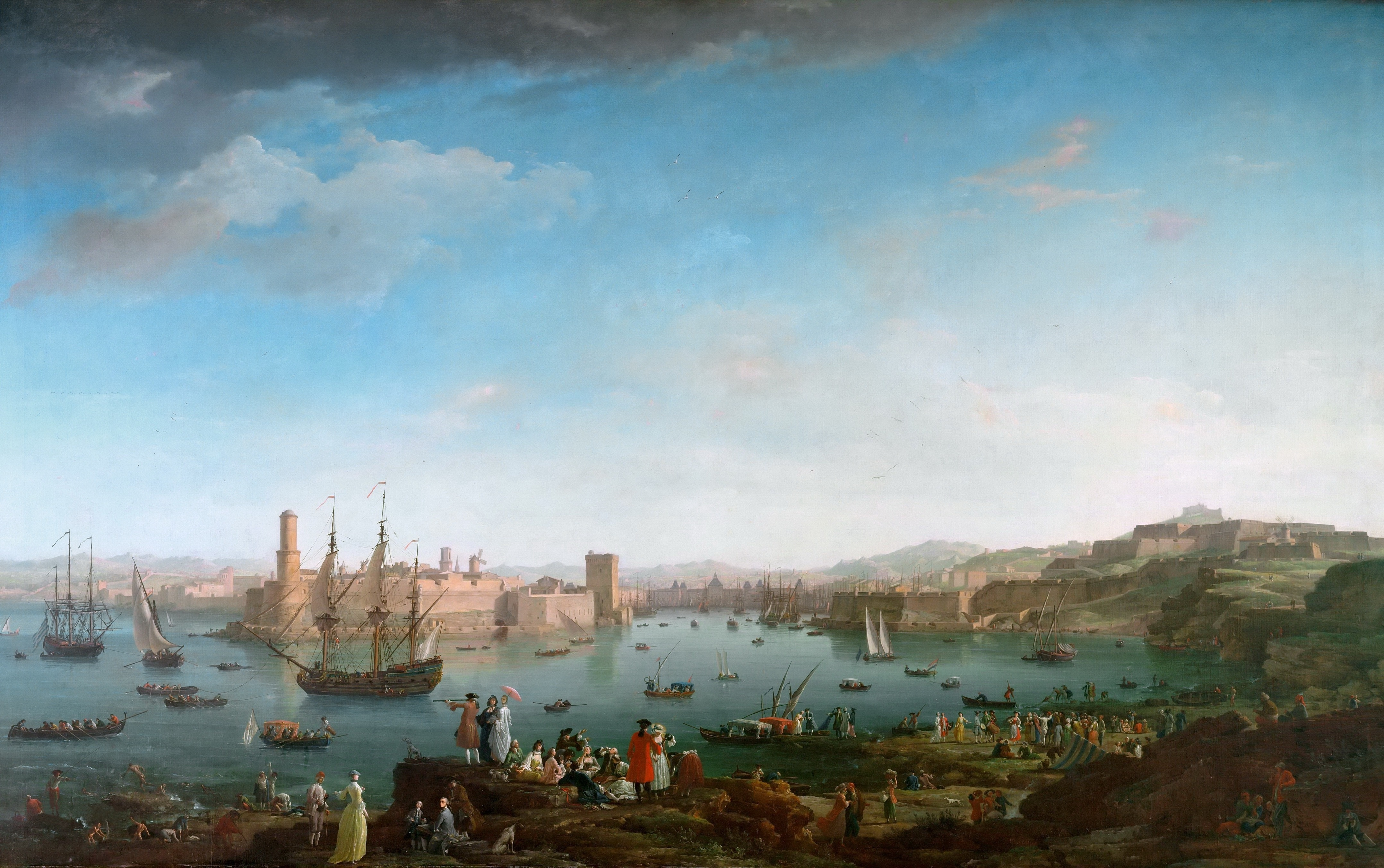
L’Entrée du Port de Marseille (Claude Joseph Vernet).

Plusieurs artistes peignirent son portrait. L'homme à la besace de Françoise Duparc serait le portrait de ce fameux centenaire.
Claude Joseph Vernet le représenta en 1754 avec d'autres personnages, dans son tableau L’Entrée du Port de Marseille aujourd'hui exposé au musée du Louvre, l'une des quinze représentations des ports de mer français commandées par Louis XV et exécutés par Vernet entre 1754 et 1765.
Dans le livret du tableau lors de son exposition au Salon de 1755, on lisait :  
« 99. L’Entrée du Port de Marseille. Cette vûe est prise à mi-côte de la Montagne appelée Tête de More. On y voit le Fort S. Jean & la Citadelle Saint Nicolas qui défendent cette entrée. Ce Tableau offre les divers amusemens des habitans de cette ville. Sur le devant l’Auteur a peint le Portrait d’un homme qui a présentement cent dix-sept ans & qui jouit d’une bonne santé. »
Vernet s’est représenté sur le tableau, se retournant vers son épouse vêtue d’une robe jaune paille qui s'avance vers lui en lui présentant, plus à gauche et au second plan, Annibal Camoux.